# Nacionalni CERT
CERT (eng. Computer Emergency Response Team) ili CSIRT (engl. Computer Security Incident Response Team) je organizacijski entitet koji reagira na računalno-sigurnosne incidente, te preventivnim djelovanjem radi na poboljšanju računalne sigurnosti informacijskih sustava. 
Nacionalni CERT je odjel Hrvatske akademske i istraživačke mreže – CARNET, čiji je osnovni zadatak obrada računalno-sigurnosnih incidenata s ciljem očuvanja kibernetičke sigurnosti u Republici Hrvatskoj. Osnovan je u skladu sa Zakonom o informacijskoj sigurnosti RH i prema tom zakonu CERT je nacionalno tijelo za prevenciju i zaštitu od računalnih ugroza sigurnosti javnih informacijskih sustava u Republici Hrvatskoj. Jedna od glavnih zadaća je usklađivanje postupanja u slučaju računalno-sigurnosnih incidenata na javnim informacijskim sustavima nastalih u Republici Hrvatskoj, ili u drugim zemljama i organizacijama, kad su povezani s Republikom Hrvatskom. 
Nacionalni CERT bavi se incidentima sa znatnim učinkom prema Zakonu o kibernetičkoj sigurnosti operatora ključnih usluga i davatelja digitalnih usluga za sektore bankarstva, infrastrukture financijskog tržišta, digitalne infrastrukture, poslovnih usluga za državna tijela i davatelje digitalnih usluga. 
Prema Pravilniku o radu Nacionalnog CERT-a, on se bavi incidentom, ako se jedna od strana u incidentu nalazi u RH (odnosno, ako je u .hr domeni ili u hrvatskom IP adresnom prostoru).
Nacionalni CERT ima pravo iz područja svoje nadležnosti donositi upute, smjernice, preporuke, savjete i mišljenja.  
MISIJA 
Prevencija i zaštita od računalnih ugroza sigurnosti javnih informacijskih sustava u Republici Hrvatskoj.

CILJEVI
Nacionalni CERT u okviru svog djelovanja provodi proaktivne i reaktivne mjere. 
Proaktivnim mjerama djeluje prije Incidenta i drugih događaja koji mogu ugroziti sigurnost informacijskih sustava, a u cilju sprečavanja ili ublažavanja mogućih šteta. Informacije o proaktivnim mjerama se javno objavljuju.
Proaktivne mjere podrazumijevaju:
- sigurnosne obavijesti: praćenje stanja na području računalne sigurnosti i objavljivanje sigurnosnih obavijesti u svrhu priprema za sprečavanje šteta
- praćenje računalno-sigurnosnih tehnologija: kontinuirano praćenje područja računalno-sigurnosnih tehnologija te diseminiranje novih saznanja
- diseminacija informacija iz područja računalne sigurnosti: prikupljanje, agregacija i diseminacija relevantnih informacija u vidu dokumenata, preporuka i uputa
- unapređenje svijesti o značaju računalne sigurnosti: educiranje najšire javnosti putem promidžbenih akcija, u svrhu podizanja svijesti o značaju računalne sigurnosti
- edukacija i obuka o računalnoj sigurnosti: provođenje edukativnih akcija za ciljanje I specifične skupine korisnika

Reaktivnim mjerama djeluje se na Incidente u Republici Hrvatskoj te druge događaje koji mogu ugroziti računalnu sigurnost javnih informacijskih sustava u Republici Hrvatskoj.
Reaktivne mjere podrazumijevaju:
- sigurnosna upozorenja: na osnovu prikupljenih saznanja izrađuju se i distribuiraju sigurnosna upozorenja, javno ili ciljano
- sigurnosne preporuke: prikupljanje, obrada i priprema sigurnosnih preporuka o slabostima u informacijskim sustavima te javna distribucija i arhiviranje u svom informacijskom sustavu
- koordinacija rješavanja značajnijih Incidenata: koordinacija rješavanja značajnijih Incidenata u koje je uključena barem jedna strana iz Republike Hrvatske, a u čije rješavanje je, radi opsega I značaja, uključeno više CERT-ova ili drugih relevantnih tijela

Pri rješavanju Incidenata resursi Nacionalnog CERT-a angažiraju se prema sljedećim prioritetima:
1. Incidenti su potencijalna ugroza za živote ljudi
2. Incidenti koji uključuju infrastrukturu interneta u Republici Hrvatskoj
3. Incidenti značajnog opsega
4. Nove vrste ugrožavanja računalne sigurnosti
5. Ostali Incidenti

Nacionalni CERT surađuje s relevantnim tijelima (Zavod za sigurnost informacijskih sustava – ZSIS CERT, Ured Vijeća za nacionalnu sigurnost – UVNS, Ministarstvo unutarnjih poslova RH te Ministarstvo obrane RH, a također i sa stranim CERT-ovima preko članstva u Forum of Incident Response and Security Teams (FIRST) i radne grupe TF-CSIRT.

U djelokrug rada Nacionalnog CERT-a nije uključeno:
- operativno rješavanje problema i briga o sigurnosti pojedinih sustava
- kažnjavanje problematičnih korisnika
- arbitraža u sporovima
- pokretanje kaznenih prijava

## Povijest
1996. – 2007. preteća CERT-a  - jedini CERT u Republici Hrvatskoj bio je CARNET CERT koji je osnovan 1996. godine s ciljem prikupljanja podataka o računalno-sigurnosnim incidentima i rješavanja tih incidenata. 
2007. - Nacionalni CERT osnovan je 30. listopada 2007. godine kada je Upravno vijeće CARNET-a prema obvezama Zakona o informacijskoj sigurnosti donijelo izmjene statuta kojima je uspostavljen Odjel za Nacionalni CERT. 
2013. godine Nacionalni CERT preuzima sve poslove koje je obavljao CARNET CERT. Tako je CARNET omogućio bolju brigu o sigurnosti javnih informacijskih sustava kroz djelatnost Nacionalnog CERT-a te pružio kvalitetniju uslugu korisnicima u sustavu znanosti i obrazovanja kroz aktivnosti tadašnjeg CARNET-ovog Odjela za računalnu sigurnost (2016. godine i taj je odjel pripojen Odjelu za Nacionalni CERT). 
Nakon ustrojstva Nacionalnog CERT-a započinje uspostava hijerarhijski ustrojene infrastrukture CERT timova koja je nužna za preventivno djelovanje i učinkovitu koordinaciju pri rješavanju računalno-sigurnosnih incidenata vezanih uz informacijsko-komunikacijske sustave. 
Područja rada Nacionalnog CERT-a su provođenje proaktivnih i reaktivnih mjera koje se odnose na povećanje sigurnosti javnih sustava. Jedna od najvažnijih proaktivnih mjera je povećanje svijesti o sigurnosti na Internetu svih korisnika u Republici Hrvatskoj, dok je najvažnija reaktivna
mjera obrada računalno-sigurnosnih incidenata kod kojih je barem jedna od uključenih strana u Republici Hrvatskoj. Nadležnost Nacionalnog CERT-a se prvenstveno određuje po pripadnosti IP adrese hrvatskom adresnom prostoru ili po poddomeni unutar vršne domene .hr i pri tome se ne odnosi na korisnike CARNeta i tijela državne uprave.
Nacionalni CERT također radi na prevenciji računalno-sigurnosnih ugroza edukacijom ciljanog spektra korisnika te izdavanjem savjeta i preporuka.
Od 2009. godine akreditirani član je svjetske udruge CERT-ova - FIRST (Forum of Incident Response and Security Teams) i sudjeluje u radu radne grupe CSIRT Task Force pod okriljem Terena-e, te na taj način ostvaruje kontakte i razmjenu podataka sa stranim CERT-ovima.
Nacionalni CERT (CERT.hr) osnovan je 2009. godine u skladu sa Zakonom o informacijskoj sigurnosti Republike Hrvatske. Cilj je ove organizacije očuvanje informacijske sigurnosti javnih informacijskih sustava na Internetu u Republici Hrvatskoj.
Nacionalni CERT osnovan je 30. listopada 2007. godine kada je Upravno vijeće CARNET-a prema obvezama Zakona o informacijskoj sigurnosti donijelo izmjene Statuta kojima je uspostavljen Odjel za Nacionalni CERT. Nakon ustrojstva Nacionalnog CERT-a započinje
uspostava hijerarhijski ustrojene infrastrukture CERT timova koja je nužna za preventivno djelovanje i učinkovitu koordinaciju pri rješavanju računalnosigurnosnih incidenata vezanih uz informacijskokomunikacijske sustave

## Vanjske poveznice
- https://www.cert.hr/ Službene stranice Nacionalnog CERT-a